# 婚姻諮商
婚姻諮商，英語中稱做伴侶療法（Couple's therapy）或是婚姻療法（Marriage therapy）、伴侶諮商（Couples' counselling）指的是一種試圖改善愛情關係和解决人际冲突的嘗試。 

## 历史
婚姻諮商的起源一說指其起源于德国，可能是1920年代德國优生学的一部份。美國的第一批婚姻諮商機構則成立於1930年代，成立的部分原因是為了抗衡德國這種推行種族淨化婚姻諮詢方法。美國婚姻諮商推動的參與者包括保羅·波佩諾（Paul Popenoe）和羅伯特·拉圖·迪金森（Robert Latou Dickinson）等優生學家；雅伯拉罕·斯通和他的妻子漢那·斯通（Hannah Stone）等避孕倡導者，漢那在1935年撰寫了《婚姻手冊（A Marriage Manual）》，亞伯拉罕則參與了美國計劃生育聯合會。美國的其他推動者包括Lena Levine和山額夫人。
直到1950年代，諮商師才開始在家庭環境中治療心理問題。婚姻諮詢成為一種獨立的專業服務是近年才發生的。到20世紀末以前，婚姻諮商通常都是由親密朋友、家庭成員或當地宗教領袖非正式的進行。精神病學家、心理學家、輔導員和社會工作者過去主要處理醫學和精神分析框架中的個體心理問題。在現代世界中也依然有許多文化是藉由家庭、村莊或群體長老等機構進行婚姻諮上工作。而專業的婚姻諮上機構其實也是這些文化的一種鏡像投射。
雖這现代化與西方化，许多地区的人們開始也出現了轉向核心家庭的趋势，並開始對训练有素、獲得认可的婚姻或伴侶辅导员產生需求。有時也會有志願者接受政府或社會服務機構的培訓，以幫助那些有婚姻諮商需求的個人或家庭。許多社區和政府部門都提供訓練有素的自願和專業婚姻顧問團隊。有些大學和學院也提供類似的服務，並由學生同儕團體與志願者組成。一些大公司也設有專職的諮商人員，以促進員工之間順暢的互動，並最大限度的減少員工個人困難對工作績效可能產生的負面影響。
關於婚姻諮商服務的專業認證和政府註冊也有越來越多的趨勢。這部分是由於輔導員或治療師在信託關係中提供服務可能產生後果，並基於謹慎責任而存在的。

## 基本原則
在開始解析兩個人之間的關係之前，最重要的認知是：「必須要瞭解每個人，包括諮詢師，都具有獨特的個性、感覺、價值觀和生命歷程。」在任何關係中的個人都可能會擁有或依據不同的價值系統行事。婚姻諮商和治療的過程中，必須考慮一個人生活史及生活背景中的各種社會制度與變量，像是社會、宗教、群體等因素，因為這些因素塑造了一個人和他的價值與行為。
婚姻諮詢在本質上的益處是藉由參與者的互相交流，找到參與者之間、參與者和整個社會之間的適宜衝突程度及培養參與者的衝突解決的能力。一對夫妻的衝突解決技巧似乎是其離婚率的重要影響因子。